# 우나이 에메리
우나이 에메리 에체고이엔(스페인어: Unai Emery Etxegoien, 1971년 11월 3일~)은 스페인의 전 축구 선수이자 현 축구 지도자로 현재 잉글랜드 프리미어리그 애스턴 빌라의 감독을 맡고 있으며 현역 시절 포지션은 미드필더였다.

## 선수 시절
1990년 레알 소시에다드 B에서 데뷔한 이후 프로 생활 대부분을 세군다 디비시온 등 하부 리그에서 보냈고 특히 1990-91 시즌부터 1994-95 시즌까지 레알 소시에다드 B팀 소속으로 리그 89경기 8골을 기록하며 데뷔 시즌 1990-91 시즌 세군다 디비시온 B 4위의 성적에 기여했으며 이후 1996-97 시즌부터 2003-04 시즌까지 CD 톨레도, 라싱 페롤, CD 레가네스, 로르가 데포르티바 등에서 미드필더로 활동했으며 2003-04 시즌 종료 후 14년간의 현역 생활을 마무리했다.

## 지도자 경력

### 로르카 데포르티바
현역에서 물러난 뒤 현역 시절 마지막 친정팀인 로르카 데포르티바의 회장으로부터 감독직 제안을 받자마자 곧바로 수락했고 2004-05 시즌 세군다 디비시온 B 4위 및 2부 리그 승격을 이끌어냈으며 2004-05 코파 델 레이에서는 64강전에서 세군다 디비시온팀인 레알 무르시아를, 32강전에서 라리가팀인 말라가 CF를 잡아내며 구단 역사상 최초 국왕컵 16강 진출이라는 기록을 이끌어냈다.
그리고 세군다 디비시온 승격 후 첫 시즌인 2005-06 시즌에서 팀을 리그 5위까지 끌어올리며 선전했고 로르카의 감독 재임 기간 동안 팀은 34승 16무 20패라는 괜찮은 성적을 거두었지만 에메리 감독이 떠난 이후인 2006-07 시즌 로르카는 2부 리그 22팀 중 21위라는 처참한 성적을 기록하며 3부 리그로 재강등되는 수모를 당했다.

### UD 알메리아
2005-06 시즌을 마치고 UD 알메리아의 감독으로 선임된 후 2006-07 시즌부터 2007-08 시즌까지 두 시즌간 84경기에서 39승 20무 25패의 성적을 거두며 2006-07 2부 리그 준우승 및 라리가 승격을 이끌어냈고 라리가 승격 첫 시즌인 2007-08 시즌 리그 8위의 성적을 이끌며 성공적인 지도자 커리어를 이어나갔고 또한 미겔 무뇨스상 세군다 디비시온 부문에서 두 시즌 연속(2005-06, 2006-07) 수상하는 영예까지 안았다.

### 발렌시아 CF
2007-08 시즌 발렌시아를 코파 델 레이 우승으로 이끈 후 물러난 로날트 쿠만 감독의 후임으로 발렌시아의 새로운 사령탑으로 선임된 뒤 2011-12 시즌까지 네 시즌간 발렌시아의 감독으로 지내며 2009-10년 UEFA 유로파리그 8강 진출, 라리가 2009-10 3위, 코파 델 레이 2011-12 4강, 2011-12년 UEFA 유로파리그 4강 진출,  라리가 2011-12 3위 등의 성적을 이끌었으며 특히 부임 첫 시즌인 2008-09 시즌에서는 팀이 재정난에 빠진 악조건에도 불구하고 팀을 리그 6위로 이끌었고 차기 시즌 유로파리그에서도 팀을 8강까지 끌어올리며 지도력을 다시 한번 입증했다.

### 스파르타크 모스크바
2012-13 시즌을 앞두고 러시아 프리미어리그 소속팀인 스파르타크 모스크바와 2년 계약을 맺었지만 2012-13년 UEFA 챔피언스리그 32강 조별리그 탈락과 리그에서의 성적 부진까지 겹치면서 부임 6개월만에 스파르타크 모스크바의 감독직을 내려놓았고 발레리 카르핀 단장이 감독 대행직까지 겸하며 남은 2012-13 시즌을 이끌었다.

### 세비야 FC
2012-13 시즌이 한창 진행 중이던 2013년 1월 14일 세비야 FC의 감독으로 부임하여 2015-16 시즌까지 네 시즌 동안 205경기 106승 43무 56패의 성적을 기록하며 2시즌 연속 리그 5위(2013-14, 2014-15), 코파 델 레이 2012-13 4강, 코파 델 레이 2015-16 준우승, 유로파리그 3연속 우승(2013-14, 2014-15, 2015-16) 등의 업적을 남겼다.

### 파리 생제르맹
세비야를 유로파리그 3연패로 이끈 후 2016년 6월 28일 프랑스 리그앙의 강호이자 명문팀인 파리 생제르맹의 감독으로 부임한 뒤 2017-18 시즌까지 114경기 87승 15무 12패의 압도적인 성적을 거두었고 그동안 리그 1 2016-17 준우승, 리그 1 2017-18 우승, 프랑스컵 2연패(2016-17, 2017-18), 프랑스 리그컵 2연패(2016-17, 2017-18), 프랑스 슈퍼컵 2연패(2016, 2017) 등을 이끌었지만 UEFA 챔피언스리그 우승에는 실패하면서 결국 2017-18 시즌을 끝으로 파리 생제르맹과의 계약을 종료했다.

### 아스널 FC
2018년 5월 23일 잉글랜드 프리미어리그 명문 구단 중 하나인 아스널 FC의 아르센 벵거 감독의 후임으로 부임한 후 78경기 43승 16무 19패의 성적을 기록하며 아스널의 19년만의 유로파리그 결승 진출 및 준우승을 이끌었지만 리그 및 컵대회에서는 처참한 지도력과 성적으로 아스널 팬들의 비난을 한몸에 받았고 설상가상으로 에미레이츠 스타디움에서 열린 아인트라흐트 프랑크푸르트와의 2019-20년 UEFA 유로파리그 F조 조별리그 5차전 홈 경기에서마저 1-2의 충격패를 당한 뒤 다음날인 2019년 11월 29일 아스널 감독직에서 경질되었으며 이후 후임으로는 같은 스페인 출신의 미켈 아르테타 당시 맨체스터 시티 수석 코치가 선임되었다.

### 비야레알 CF
아스널 감독직에서 경질된 뒤 8개월이 지난 2020년 7월 23일 비야레알 CF의 감독으로 부임하며 2015-16 시즌 이후 4년만에 프리메라리가 현장으로 복귀했다.
복귀 후 첫 시즌인 2020-21 시즌에서는 12월까지 팀의 19경기 연속 무패 행진을 이끌며 승승장구했고 물론 리그 후반에 무승부를 거두는 경기가 많아지면서 7위라는 아쉬운 성적으로 2021-22년 UEFA 챔피언스리그 진출권 획득에 실패하는 듯 했지만 2020-21년 UEFA 유로파리그에서 비야레알의 창단 첫 우승과 함께 UEFA 챔피언스리그 진출을 이끌어내며 유로파리그의 제왕다운 면모를 발휘했다.
그리고 2021-22년 UEFA 챔피언스리그에서도 조별리그 6경기 3승 1무 2패·F조 2위로 16강에 진출한 뒤 16강에서 이탈리아 세리에 A의 유벤투스 FC를 꺾었고 8강에서도 독일 분데스리가 최강팀인 바이에른 뮌헨까지 꺾는 이변을 일으키며 2005-06년 이후 16년만의 비야레알의 챔피언스리그 4강 진출을 견인했다.

### 애스턴 빌라
비야레알의 유로파리그 우승과 16년만의 챔피언스리그 4강 신화를 만든 뒤 2022년 10월 25일 애스턴 빌라의 감독으로 선임되며 3년만에 잉글랜드 프리미어리그 무대로 복귀한 후 11월 6일 애스턴 빌라 감독 데뷔전인 맨체스터 유나이티드와의 프리미어리그 2022-23 15라운드 홈 경기에서 3-1 압승을 거두며 애스턴 빌라의 27년만의 맨유전 홈 경기 승리를 이끌었다.
이후 프리미어리그 2022-23 시즌 7위의 성적으로 2011-12년 UEFA 유로파리그 플레이오프 이후 애스턴 빌라의 12년만의 유럽 클럽 대항전 진출을 이끈 뒤 2023-24년 UEFA 유로파컨퍼런스리그에서도 1981-82년 UEFA 챔피언스리그 우승 이후 애스턴 빌라의 42년만의 메이저 유럽 클럽 대항전 4강 진출을 이끌었다.

## 대회 성적

### 클럽 (선수)
레알 소시에다드 B
- 세군다 디비시온 B : 4위 (1990-91)

### 클럽 (지도자)
로르카 데포르티바
- 세군다 디비시온 B : 4위 (2004-05)

UD 알메리아
- 세군다 디비시온 : 준우승 (2006-07)

발렌시아 CF
- 라리가 : 3위 (2009-10, 2011-12)
- UEFA 유로파리그 : 4강 (2011-12)
- 코파 델 레이 : 4강 (2011-12)

세비야 FC
- 코파 델 레이 : 준우승 (2015-16), 4강 (2012-13)
- UEFA 유로파리그 : 우승 (2013-14, 2014-15, 2015-16)

 파리 생제르맹
- 리그 1 : 우승 (2017-18), 준우승 (2016-17)
- 프랑스컵 : 우승 (2016-17, 2017-18)
- 프랑스 리그컵 : 우승 (2016-17, 2017-18)
- 프랑스 슈퍼컵 : 우승 (2016, 2017)

 아스널 FC
- UEFA 유로파리그 : 준우승 (2018-19)

비야레알 CF
- UEFA 챔피언스리그 : 4강 (2021-22)
- UEFA 유로파리그 : 우승 (2020-21)
- UEFA 슈퍼컵 : 준우승 (2021)

 애스턴 빌라
- UEFA 유로파컨퍼런스리그 : 4강 (2023-24)

### 개인
- 미겔 무뇨스상 (세군다 디비시온) : 2005-06, 2006-07[2]
- 라리가 이달의 감독상 : 2014년 3월, 2015년 1월
- 올해의 유럽 감독상 : 2013-14
- UNFP 올해의 감독상 : 2017-18

## 감독직 통계
2021년 5월 26일  기준
| 팀명              | 시작             | 종료             | 기록   | 기록 | 기록 | 기록 | 기록  | 각주  |
| 팀명              | 시작             | 종료             | 경기수 | 승   | 무   | 패   | 승률  | 각주  |
| ----------------- | ---------------- | ---------------- | ------ | ---- | ---- | ---- | ----- | ----- |
| 로르카 데포르티바 | 2004년 12월 21일 | 2006년 6월 22일  | 70     | 34   | 16   | 20   | 048.6 | [ 4 ] |
| 알메리아          | 2006년 6월 22일  | 2008년 5월 22일  | 84     | 39   | 20   | 25   | 046.4 | [ 5 ] |
| 발렌시아          | 2008년 5월 22일  | 2012년 5월 14일  | 220    | 107  | 58   | 55   | 048.6 | [ 6 ] |
| 스파르타크        | 2012년 5월 14일  | 2012년 11월 25일 | 26     | 12   | 4    | 10   | 046.2 |       |
| 세비야            | 2013년 1월 14일  | 2016년 6월 12일  | 205    | 106  | 43   | 56   | 051.7 | [ 7 ] |
| 파리 생제르맹     | 2016년 6월 28일  | 2018년 5월 14일  | 114    | 87   | 15   | 12   | 076.3 |       |
| 아스널            | 2018년 5월 23일  | 2019년 11월 29일 | 78     | 43   | 16   | 19   | 055.1 | [ 8 ] |
| 비야레알          | 2020년 7월 23일  | 현재             | 58     | 32   | 15   | 11   | 055.2 | [ 9 ] |
| 총계              | 총계             | 총계             | 855    | 460  | 187  | 208  | 53.8  | —     |